# The Best Christmas... Ever!
The Best Christmas... Ever! – szósta część popularnego cyklu „The Best... Ever!”. Tym razem czteropłytowa kompilacja zawiera kolędy i piosenki świąteczne polskich i zagranicznych wykonawców.
Album w Polsce uzyskał status diamentowej płyty.

## Lista utworów

### CD 1
1. Queen – „Thank God It’s Christmas”
2. Chris Rea – „Driving Home for Christmas”
3. Jamie Cullum – „Next Year, Baby”
4. The Moody Blues – „Don't Need A Reindeer”
5. Paul McCartney – „Wonderful Christmas Time”
6. Stacie Orrico – „O Come All Ye Faithful”
7. The Band – „Christmas Must Be Tonight”
8. Wizzard – „I Wish It Could Be Christmas Everyday”
9. The Jackson 5 – „Frosty The Snowman”
10. José Feliciano – „Feliz Navidad”
11. Cliff Richard – „Mistletoe And Wine”
12. Slade – „Merry Xmas Everybody”
13. Jethro Tull – „Ring Out Solstice Bells”
14. Billie – „Last Christmas”
15. Band Aid – „Do They Know It’s Christmas?”
16. Faith Evans – „Soulful Christmas”
17. Mindi Abair – „I Can't Wait For Christmas”
18. Dave Koz – „December Makes Me Feel This Way”
19. Kate Winslet – „What If”
20. Sinéad O’Connor – „Silent Night Holy Night”

### CD 2
1. Krzysztof Kiljański – „Od Świąt do Świąt”
2. Czerwone Gitary – „Dzień jeden w roku”
3. Katarzyna Skrzynecka – „Oszaleli Anieli”
4. Mietek Szcześniak & Kayah – „Raduj się świecie”
5. Quligowscy – „Z kopyta kulig rwie”
6. Ewelina Flinta – „Mikołaj jedzie tu znów”
7. Why Not? – „On Christmas Day”
8. Anita Lipnicka – „Winter Song”
9. PiN – „Święty czas”
10. Raz, Dwa, Trzy – „Pod niebem”
11. Anna Maria Jopek & Jeremi Przybora – „Na całej połaci śnieg”
12. Grzegorz Turnau – „Płatki, opłatki”
13. Edyta Górniak & Krzysztof Antkowiak – „Pada śnieg”
14. Norbi – „Choinka Norbiego”
15. Ha-Dwa-O! – „Magia świąt”
16. Roan – „Ten zimowy czas”
17. Zbigniew Wodecki & Cezary Klimczak – „Magia świąt"

### CD 3
1. Andy Williams – „Sleigh Ride”
2. Dean Martin – „Let It Snow! Let It Snow! Let It Snow!”
3. Les Baxter – „Santa Claus’ Party”
4. Kay Starr – „Everybody’s Waitin’ For The Man With The Bag”
5. The Beach Boys – „Santa Claus Is Comin' to Town”
6. Mel & Kim – „Rockin’ Around the Christmas Tree”
7. Ray Anthony and His Bookends – „Christmas Kisses”
8. Bing Crosby – „Jingle Bells”
9. Diana Decker – „I’m A Little Christmas Cracker”
10. Lou Rawls – „Have Yourself A Very Merry Christmas”
11. Ella Fitzgerald – „God Rest Ye Merry Gentlemen”
12. Julie London – „Warm December”
13. Nancy Wilson – „What Are You Doing New Year’s Eve”
14. Matt Monro – „Mary’s Boy Child”
15. Louis Armstrong – „White Christmas”
16. Mud – „Lonely This Christmas”
17. The Scaffold – „Lily The Pink”
18. Glen Campbell – „I’ll Be Home For Christmas”
19. Adam Faith – „Lonely Pup (In A Christmas Shop)”
20. Alma Cogan – „Never Do A Tango With An Eskimo”
21. Gracie Fields – „Little Donkey”
22. The Spinners – „The Twelve Days Of Christmas”
23. Al Martino – „Silver Bells"

### CD 4
1. Mazowsze – „Wśród nocnej ciszy”
2. Anna Maria Jopek – „Gdy się Chrystus rodzi”
3. Krzysztof Krawczyk – „Przybieżeli do Betlejem”
4. Hanna Banaszak – „W żłobie leży”
5. Ryszard Rynkowski – „Hej, w dzień narodzenia”
6. Maciej Balcar, Natalia Kukulska, Kasia Stankiewicz, Andrzej Piaseczny – „Dzisiaj w Betlejem”
7. Katarzyna Groniec – „Jezus malusieńki”
8. Stanisław Soyka – „A wczora z wieczora”
9. Halina Frąckowiak & Alicja Majewska – „Lulajże, Jezuniu”
10. Ryszard Rynkowski – „Cicha noc”
11. Jerzy Połomski – „Mędrcy świata”
12. Natalia Kukulska – „Gdy śliczna Panna”
13. Michał Bajor – „Pasterze mili”
14. Zbigniew Wodecki – „Oj, maluśki, maluśki”
15. Golec uOrkiestra – „Pójdźmy wszyscy do stajenki”
16. Irena Santor – „Z narodzenia Pana”
17. Pospieszalscy – „Północ już była”
18. Mazowsze – „Bóg się rodzi”